# Virosidum
Virosidum fue un fuerte y asentamiento romano situado cerca de la ciudad moderna de Bainbridge, North Yorkshire, en Inglaterra. El sitio es un monumento planificado.

## Ubicación

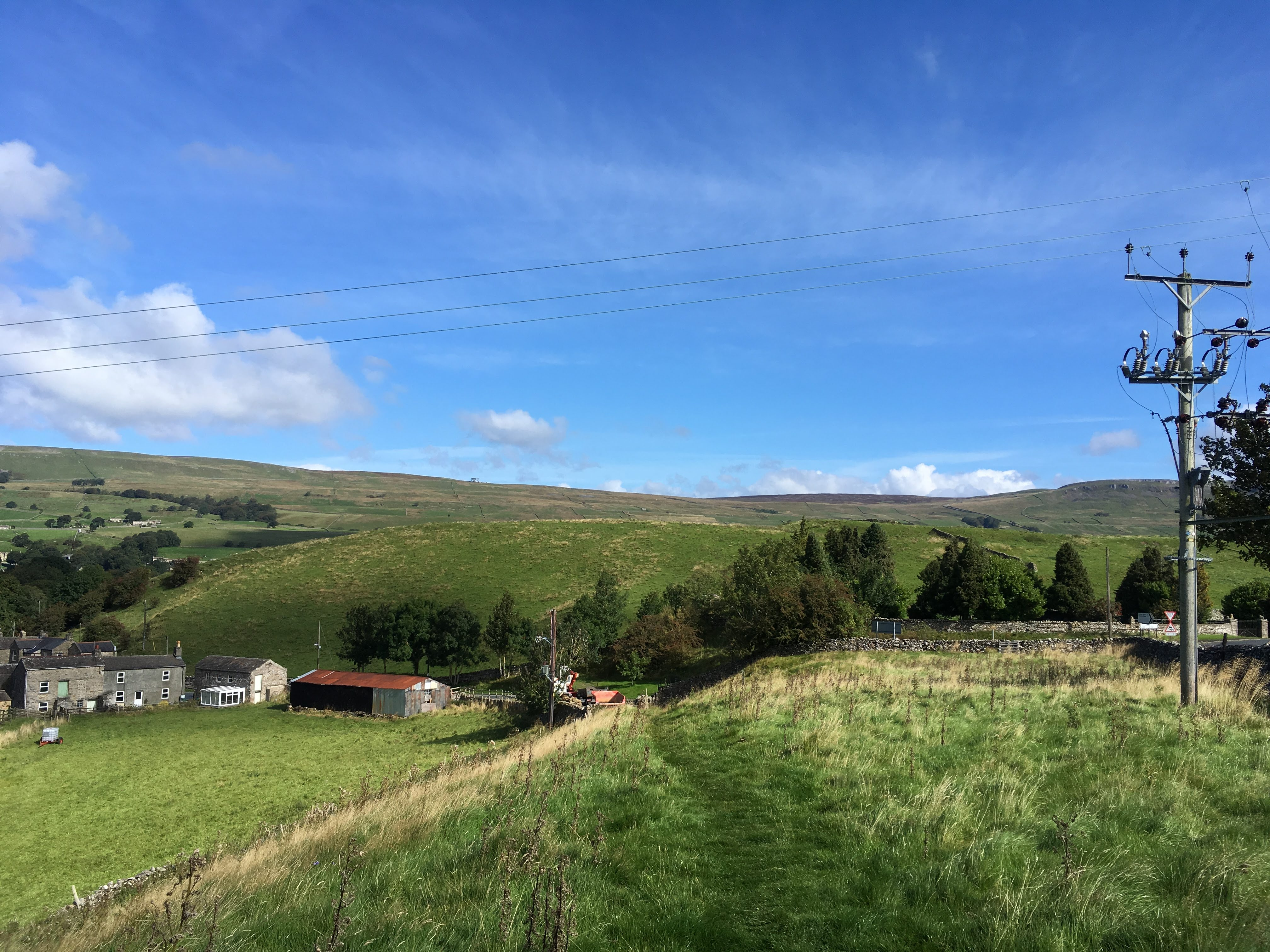
La meseta en la que se construyó Virosidium

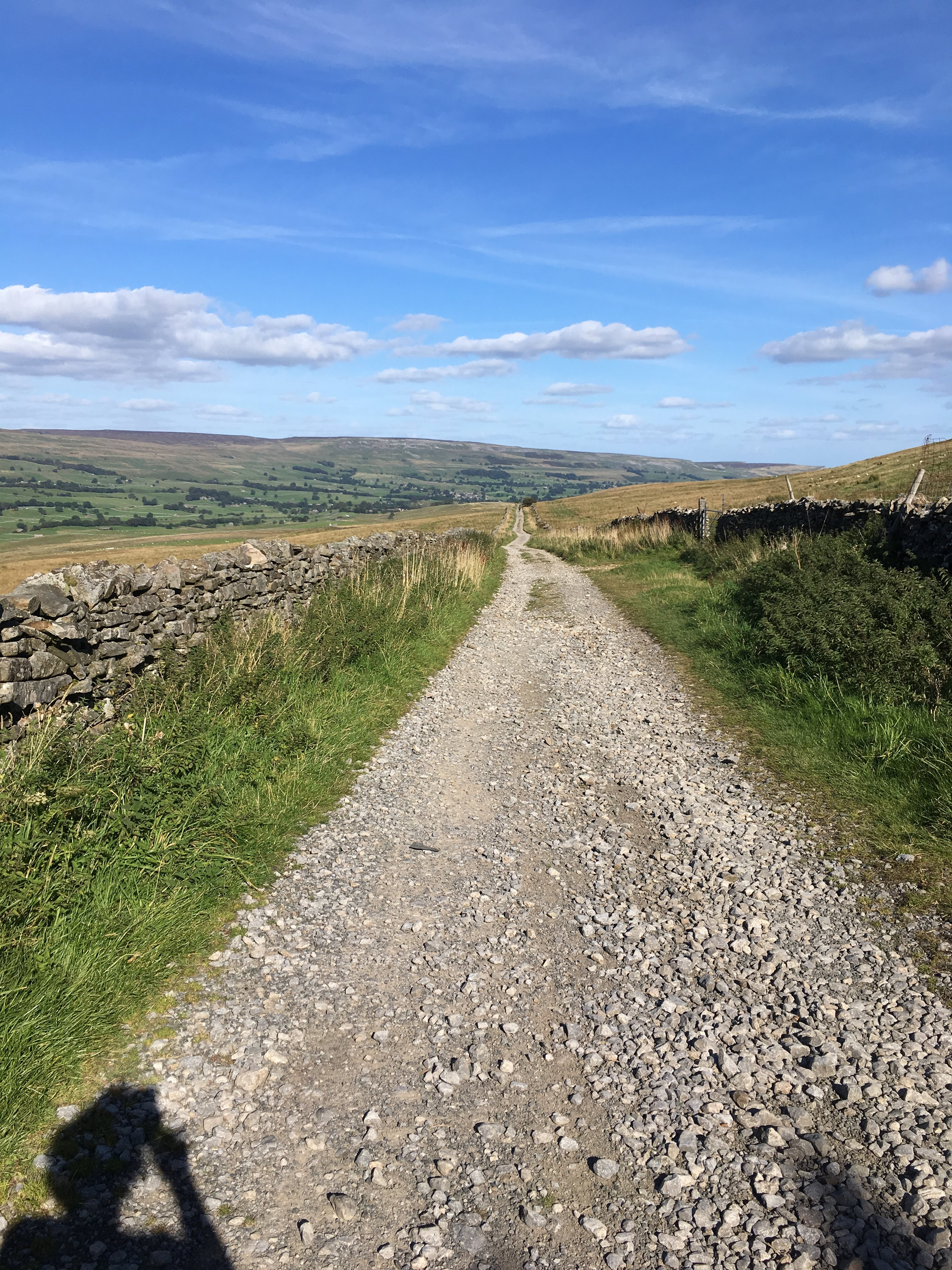
La calzada romana cerca de Virosidium, ahora un camino de herradura

El fuerte ocupa una posición estratégica en la cima de Brough Hill, entre la confluencia de los ríos Bain y Ure. Tiene vistas a Wensleydale y puede haber sido colocado para controlar un paso a través de los Peninos entre Stainmore y la brecha de Ilkley/Aire.

## Historia
Si bien el fuerte puede haber tenido una fase anterior, los restos visibles datan de entre los años 90 y 105. Inicialmente tenía una muralla de tierra y madera que fue reconstruida en estudio alrededor de 190.
El contorno visible de las defensas del fuerte contiene un área de 1,16 hectáreas. La plataforma del fuerte se conserva hasta una altura de 3,9 m y está rodeado por una sola zanja en sus lados norte, este y sur, con una serie de cinco zanjas por el flanco oeste. Una estructura anexa al fuerte mide 99 m x 73 m.
El sitio fue abandonado entre c. 120 y c. 160. Posteriormente, el interior del fuerte fue reconstruido a principios del siglo III por la Cohors VI Nerviorum. Una completa reconstrucción de todo el sitio ocurrió a fines del siglo IV, y la evidencia de cerámica sugiere un abandono tardío.

## Descubrimiento y excavación
En la obra Britannia de 1586 de William Camden, se hace referencia al fuerte con el nombre de Bracchium y este nombre persistió en las primeras ediciones de los mapas de Ordnance Survey. El fuerte fue excavado por primera vez por John Kirk y Robin G. Collingwood en 1925-6, luego por un equipo de la Universidad de Liverpool entre 1928 y 1931. Bajo un convenio con la Universidad de Leeds, William V. Wade dirigió más excavaciones entre 1950 y 1953 y Brian Hartley anualmente desde 1956 hasta 1969.

### Hallazgos
Se han descubierto cinco inscripciones individuales del fuerte; tres de ellas fueron dedicadas por la Cohors VI Nerviorum, y otras dos están dedicadas a unidades individuales. Los hallazgos de las excavaciones de 1956-1969 y una pequeña cantidad de las excavaciones de la década de 1920 se depositaron en el Museo de Yorkshire. Dos de las inscripciones son propiedad de la Universidad de Leeds, y en octubre de 2022 se exhibieron públicamente por primera vez en el edificio Michael Sadler de la Universidad. La inscripción más grande registra la reconstrucción de cuatro bloques de barracones en el fuerte en el año 205 por el prefecto Lucio Vinicio Pío durante el gobierno de Cayo Valerio Pudente.

## Bainbridge posromano
No existe evidencia clara de continuidad hasta el siglo V en el fuerte. Sin embargo, en los principia se descubrieron un par de enterramientos posromanos. Uno es de un adulto de entre 36 y 45 años y el otro de una mujer de 46 años o más. La datación por radiocarbono de los restos óseos data de los siglos IX o X d. C. El análisis de isótopos de los valores de estroncio y oxígeno de sus dientes encontró que la mujer probablemente era local de la región de Yorkshire, pero que el otro esqueleto era de una parte costera occidental de Gran Bretaña o Europa continental. Estos entierros pueden ser consistentes con los cambios estructurales en el muro occidental de los principia y los aedes que sugieren que fue utilizado como iglesia.